# Nacajuca (Messico)
Nacajuca  è una municipalità dello stato di Tabasco, nel Messico meridionale, il cui capoluogo è la città omonima.
La municipalità conta 115.066 abitanti (2010) e ha un'estensione di 536,9 km².
Il significato di Nacajuca in lingua nahuatl è Luogo delle carni pallide.